# Thượng Phùng
Thượng Phùng là một xã thuộc huyện Mèo Vạc, tỉnh Hà Giang, Việt Nam.

## Địa lý
Xã Thượng Phùng có vị trí địa lý:
- Phía đông, bắc giáp Trung Quốc
- Phía tây giáp huyện Đồng Văn
- Phía nam giáp xã Xín Cái và xã Pải Lủng.

Xã Thượng Phùng có diện tích 28,03 km², dân số năm 2019 là 4.784 người, mật độ dân số đạt 171 người/km².
Sông Nho Quế tạo thành toàn bộ ranh giới tự nhiên ở phía tây xã Thượng Phùng. Ngoài ra, trên địa bàn còn có nhiều khe suối là chi lưu của sông.

## Hành chính
Xã Thượng Phùng được chia thành 25 thôn: Xà Phìn, Hầu Lũng Sáo, Xìn Phìn Chủ, Hoa Cà, Thèn Pả, Khai Hoang I, Khai Hoang II, Khai Hoang III, Thèn Ngoài, Lũng Chủ, Thào Chủ, Mò Cở, Xín Chải, Lùng Thúng, Làng Vần Chải, Sủa Nhè Sửa, Lùng Thàng, Páo Sủng, Cờ Lủng, Ngài Chố, Bản Trang, Tìa Kính, Cờ Tăng, Tìa Chớ Chứ, Nhè Sửa.

## Lịch sử
Ngày 5 tháng 7 năm 1961, Hội đồng Chính phủ ban hành Quyết định số 91-CP về việc thành lập xã Thượng Phùng thuộc huyện Đồng Văn trên cơ sở một phần diện tích và dân số của xã Sơn Vỹ.
Ngày 15 tháng 12 năm 1962, Hội đồng Chính phủ ban hành Quyết định số 211-CP về việc thành lập huyện Mèo Vạc trên cơ sở tách xã Thượng Phùng thuộc huyện Đồng Văn.
Ngày 14 tháng 5 năm 1981, Hội đồng Chính phủ ban hành Quyết định 185/1981/QĐ-CP về việc tách hai xóm Lùng Sư và Thèn Sư của Xín Cái để sáp nhập vào xã Thượng Phùng.